# Konstantin Michajlovič Tachtarev
Konstantin Michajlovič Tachtarev, in russo Константин Михайлович Тахтарев? (Mosca, 7 giugno 1871 – Mosca, 19 luglio 1925), è stato un rivoluzionario e sociologo russo.

## Biografia
Figlio di un professore di meccanica dell'Accademia di Artiglieria di Mosca, dopo gli studi secondari entrò nella Facoltà di Scienze dell'Università di San Pietroburgo, che lasciò nel 1892 per iscriversi all'Accademia medica militare, dove organizzò un gruppo politico clandestino d'ispirazione marxista, attivo anche tra gli operai, che si chiamava « Le scimmie ».
Nell'estate del 1894 andò all'estero, dove frequentò i circoli rivoluzionari dell'intelligencija russa e conobbe in particolare Pëtr Lavrov, già collega del padre all'Accademia di Artiglieria. Nel 1896, a Pietroburgo, Tachtarev entrò a far parte dell'Unione di lotta per l'emancipazione della classe operaia di Lenin e Martov. Arrestato in maggio, dopo tre mesi di carcere fu liberato sotto cauzione ed emigrò in Svizzera.
A Ginevra entrò a far parte dell'Emancipazione del lavoro, l'organizzazione diretta da Plechanov, mentre a Bruxelles frequentò le conferenze del sociologo Kovalevskij e operò nel Partito operaio belga nella formazione di quadri di agitatori e propagandisti. Sposatosi con Apollinarija Jakubova, già sua compagna all'Unione di lotta di Pietroburgo, con lei collaborò al periodico « Rabočaja Mysl' », portatore delle idee economiciste nel movimento socialdemocratico, fortemente combattute da Plechanov e da Lenin.
Tachtarev, per dare soluzione alle divergenze, propose a Plechanov di dirigere il giornale. Plechanov condizionò il suo assenso a condizione che tutto il suo gruppo Emancipazione del lavoro e la redazione dell' « Iskra », con Lenin alla testa, accettassero la proposta, ma Lenin rifiutò. Con Lenin Tachtarev e Apollinarija Jakubova mantennero tuttavia buoni rapporti personali e non presero posizione sul conflitto che nel 1903 divise bolscevichi e menscevichi al II Congresso del POSDR e al successivo Congresso della Lega della socialdemocrazia rivoluzionaria russa.
Negli anni 1903-1905 insegnò nella Scuola russa di Scienze sociali di Parigi. Le sue ricerche erano indirizzate allo studio delle formazioni sociali: un risultato fu lo scritto La società primitiva. Un altro studio, scritto con Kovalevskij, Le fasi principali dello sviluppo sociale, che doveva essere stampato a Mosca, andò distrutto nel rogo della tipografia avvenuto durante la repressione dell'insurrezione della città nel dicembre del 1905.
Distaccatosi dalla politica attiva, nel 1907 tornò a Pietroburgo. Qui tenne corsi di sociologia nell'Istituto di ricerche psico-neurologiche e, dal 1911, nell'Istituto di Educazione fisica Lesgaft. Nel 1916, dopo la morte di Kovalevskij, istituì una Società di Sociologia intitolata al suo maestro. Nel 1918 fu nominato direttore della Facoltà di sociologia nell'Università di Pietrogrado, facoltà soppressa nel 1924.
Tachtarev morì improvvisamente di tifo a Mosca nel 1925.

## Scritti
- La società, lo Stato e la legge della lotta di classe, Pietrogrado-Mosca, Kniga, 1918
- La sociologia, Pietrogrado, Kooperacija, 1918
- Scienza della vita sociale, dei suoi fenomeni, delle sue relazioni e modelli, Pietrogrado, Kooperacija, 1919
- La società e i suoi meccanismi, Pietrogrado, Kooperacija, 1922
- Saggi sulla storia della cultura primitiva. La società primitiva, Mosca-Pietrogrado, Izdanie Gosudarstvennoj, 1922
- Il movimento operaio a San Pietroburgo (1893-1901). Basato su ricordi e osservazioni personali, Leningrado, Priboj, 1924
- Storia comparata dello sviluppo della società umana e delle forme sociali, 2 voll., Leningrado, Izdanie Gosudarstvennoj, 1924
- Lenin e il movimento socialdemocratico, « Byloe », 24, 1924